# 孔隐之
孔隐之，鲁国鲁郡人，孔子后裔，代次不详，孔粲之子，孔淳之、孔默之的弟弟。
刘宋元嘉十九年（442年）十二月，孔隐之被封为奉圣亭侯，后因哥哥孔默之的儿子孔熙先谋反，孔隐之被削除了爵位。后世孔子世家谱，没有孔隐之，孔继涑分析说，可能是北魏孔灵珍被封为崇圣侯之后，尊自己的四代祖先孔抚、孔懿、孔鲜、孔乘为嫡裔，而正史记载的东晋南朝所封的数人，子孙不嗣，家乘失传。
| 前任： 孔继之 | 刘宋奉圣亭侯 431年之後—442年 | 繼任： 孔惠云 |